# Ficción mensual
Ficción Mensual (en chino simplificado, 小说月报) fue el tema literario electoral decana y de mayor circulación en China. Una revista de Literatura Moderna, fue una revista literaria china publicada por la Commerical Press en Shanghái. Publicada por primera vez en julio de 1910, sus editores originales fueron Yun Tieqiao (恽铁樵) y Wang Chunnong (王莼农).

## Historia de la publicación
Ficción Mensual publicó originalmente poemas e historias en el estilo clásico  chino clásico ,  y juega en el nuevo estilo. La ficción occidental y las obras de teatro también se tradujeron a wenyan.  Las selecciones incluyeron historias de amor populares y novelas situacionales. Muchas novelas de serie tradicionales fueron publicadas en la revista. Era una plataforma importante para los estudiosos tradicionales.
Pero iban en contra de la marea de la nueva literatura y Mao Dun cambió la dirección editorial en 1921. Él atrajo contribuidores de los círculos de la "nueva literatura". El 10 de enero proclamó su "nueva dirección editorial": traducir y criticar obras europeas importantes; desarrollar la literatura del realismo y utilizar la nueva literatura para reflejar la vida de la gente común, también para proporcionar una plataforma para la investigación de la literatura clásica en el contexto moderno.

### Trabajos creativos
Ficción Mensual publicó novelas en abundancia, seguidas de poesía, obras de teatro y ensayos. Ellos incluyeron "Festival del Barco Dragón", “Planta Arriba en un Restaurante", “Drama Social" y otras novelas de Lu Xun. En los primeros años, hubo cuentos cortos de Ye Shengtao (Ye Shaojun), Bing Xin, Wang Tongzhao 王统照, Xu Dishan, y otros; las poesías literarias del estilo nuevo de Zhu Ziqing, Xu Yunuo 徐玉诺, Zhu Xiang 朱湘, Liang Zongdai, Xu Zhi 徐雉, y otros. Estas obras muestran la amargura de la vida y exponen el lado oscuro de la sociedad, simpático a la gente reprimida.
Después de 1923 otras obras de los escritores famosos incluyen el “Anochecer"《黄昏》, “Viajes"《旅途》de Zhang Wentian , la novela ¨La Filosofía de Zhang vieja ¨ de Lao She《老张的哲学》, y la poesía como "Destrucción"《毁灭》de Zhu Ziqing, "Liuhe campo de batalla"《浏河战场》 de Ye Shaojun y  "Wang Jiao"《王娇》de Zhu Xiang.
En 1927 hubo más obras tempranas de autores que se hicieron famosos, las novelas Desilusión 《幻灭》, Vacilar《动摇》, y Perseguir《追求》de Mao Dun ; la primera novela Sueño《梦珂》de Ding Ling y su obra temprana ‘'El Diario de la Señorita Sofía, Destrucción 《灭亡》de Ba Jin; más obras de escritores nuevos Hu Yepin, Shen Congwen, Dai Wangshu, Shi Zhecun, Sun Xizhen 孙席珍、Zhang Tianyi y otros. Todos estos escritos dieron una imagen rica de la vida en China a principios del siglo XX desde una perspectiva panorámica y una variedad de puntos de vista. El sentido del realismo era muy fuerte.

### Traducciones
Ficción Mensual publicó unos 800 artículos sobre literatura de 39 países, incluyendo más de 300 autores. Las traducciones de Geng Jizhi 耿济之 en 1921 incluyen el realismo ruso, tales como:
- Diario de un loco de Gógol;
- Ana Karénina por Chéjov;
- Padres e hijos y Notas de un cazador por Turguénev.

Lu Xun tradujo, Mijaíl Petróvich Artsibáshev escribió un ensayo sobre él; y había una edición especial del volumen 12 en la literatura rusa. Hubo numerosos otros artículos, que en conjunto comprenden una exploración sistemática del realismo y romanticismo.
El 15.º volumen era un literatura especial francesa. Introdujo el romanticismo francés, naturalismo y realismo literario en la literatura y las obras de teatro, incluyendo Balzac, Maupassant, Phillipe, Anatole France, George Sand y otros.

### Revisiones, críticas y teoría
Ficción Mensual proporcionó un foro para las revisiones críticas como un medio para formar los fundamentos filosóficos y técnicos para la nueva literatura vernácula. Afortunadamente Lu Xun no solo era un escritor dotado, sino también un crítico y elocuente. Tanto él como su hermano Zhou Zuoren escribieron muchas reseñas y ensayos sobre la escritura en la revista. Shen Yanshui, el editor, escribió una serie de importantes ensayos teóricos sobre la nueva literatura, incluyendo "La responsabilidad y el trabajo duro para la nueva literatura" 《新文学研究者的责任与努力》、"El futuro de la creatividad" 《创作的前途》、"Antecedentes Sociales y Creatividad" 《社会背景与创作》、"Naturalismo y Ficción China Contemporánea" 《自然主义与中国现代小说》 y muchos más.
La revista de vez en cuando proporcionaba columnas especiales para la discusión de cuestiones teóricas. Desórdenes enérgicos florecieron en estas columnas, así como en las revisiones y ensayos. Los antagonistas responderían en cuestiones alternativas. Estos resultaron ser irresistibles para los escritores y eruditos de la época. Algunos ejemplos importantes fueron:
"Discusiones sobre la traducción de la literatura" “翻译文学书的讨论”, "Discusiones sobre la europeización de la Literatura"、“语体文欧化讨论”、 "Discusiones sobre Obras Creativas" “创作讨论”，Y "Naturalismo" “自然主义”、Y "Naturaleza de la literatura y sus problemas" “文学主义问题”. Desde 1910 hasta mediados de la década de 1930, toda la lengua escrita e impresa china se transformó. Ficción Mensual se centró en estos cambios participando plenamente en la transición de sus autores creativos y en el establecimiento del marco para la transición desde puntos de vista críticos y teóricos.

### Literatura clásica
A partir de 1923, Ficción Mensual proporcionó una columna especial llamada "Movimiento para organizar la literatura antigua y la literatura nueva".  Además hubo numerosos tratados sobre literatura clásica, así como un especial de dos números sobre "Investigación en literatura china" 中国文学研究, que consta de 60 artículos de 35 autores. Los temas incluyeron la pre-Qin, Wei, Jin y la literatura de las seis dinastías, la poesía de la dinastía de Tang y de la canción, los dramas de la dinastía de Yuan, las novelas de la dinastía de Ming y de Qing, y la literatura popular.
Ficción Mensual publicó novelas y poemas clásicos durante los primeros diez años antes de 1921. Luego cambió la política editorial para promover la nueva literatura. Tenía una perspectiva única desde la cual ver textos chinos clásicos y chino clásico. En su totalidad, estos artículos forman una importante colección integral de investigación sobre la antigua literatura tradicional china hasta hoy.

### Características
Desde el principio,  Ficción Mensual  presentó cierto frescor al lector. Los artículos fueron elegidos rápidamente, con precisión (para coincidir con el gusto del lector), y con múltiples dimensiones. Había novelas entretenidas y cuentos para un público general, así como reseñas literarias para académicos. Los editores tenían un instinto infalible para lo que les gustaba a sus lectores. Las novelas más largas fueron serializadas. A pesar de no perseguían las tendencias de moda los lectores se seguían volviendo ansiosos por el próximo número.

## Lectura adicional
《小说月报》 Baidu baike (texto en chino): http://baike.baidu.com/view/138192.htm
- Datos: Q16259148